# يوحنا الرابع بطريرك الإسكندرية
يوحنا الرابع (Ιωάννης Δ΄ Αλεξανδρείας) بطريرك الإسكندرية للروم الأرثوذكس من 569 الي 579. 
كرسه البطريرك المسكوني يوحنا في القسطنطينية عام 569.